# Tillmann Prüfer

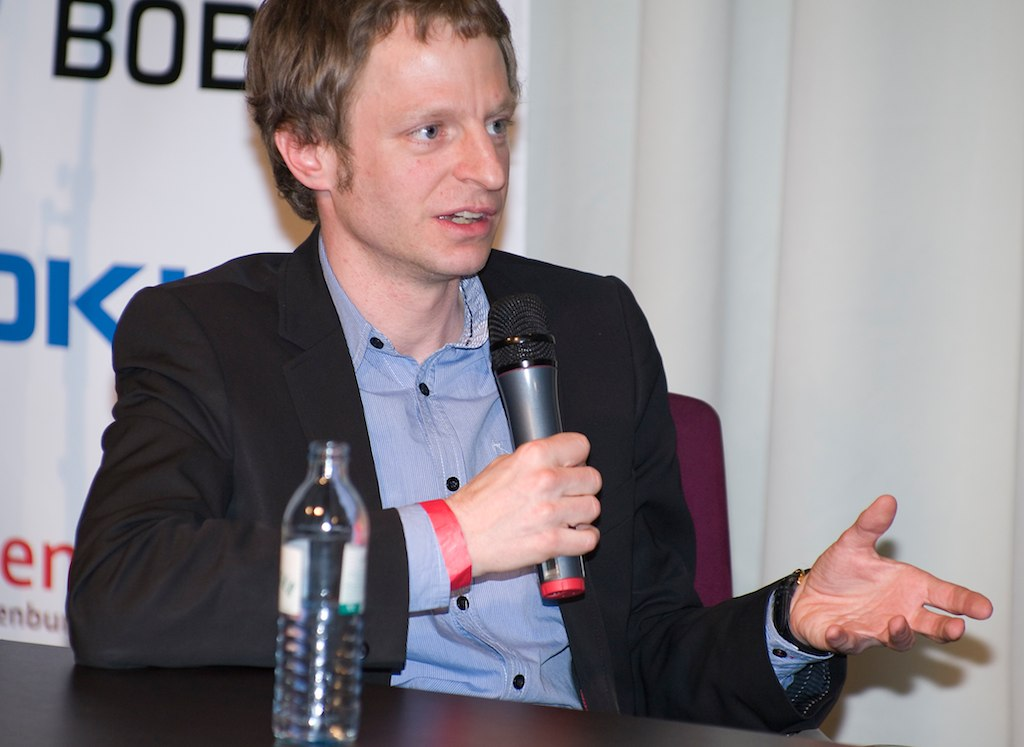
Tillmann Prüfer (2010)

Tillmann Hermann Prüfer (* 1974 in Mainz) ist ein deutscher Journalist.

## Leben
Prüfers Urgroßvater war der deutsche Missionar Bruno Gutmann, auf dessen Spuren er sich begab und darüber 2015 ein Buch veröffentlichte; sein Bruder ist der Autor und Journalist Benjamin Prüfer, seine Schwester die Graphikerin Annette Prüfer. Teile seiner Familie stammten aus Oberschlesien. Der Familienname wurde in den 1930er-Jahren auf Antrag seines Großvaters von Pannek in Prüfer umbenannt.
Nach einem Stipendium der deutschen Frankfurter Karl-Gerold-Stiftung besuchte Prüfer die Deutsche Journalistenschule in München und studierte anschließend an der Ludwig-Maximilians-Universität München Journalistik.
Der Redaktion der Financial Times Deutschland gehörte er seit Start der Zeitung im Jahr 2000 an, zuletzt als Stellvertretender Leiter des Reportage-Ressorts Agenda. Im März 2007 wechselte er in die Gründungsredaktion von ZEITmagazin Leben, einem Magazin der Hamburger Wochenzeitung Die Zeit. Seit 2024 leitet er zusammen mit Carla Baum das Familienressort bei ZEIT und ZEIT online.
Im November 2003 wurde Tillmann Prüfer mit dem Nachwuchspreis des Holtzbrinck-Preises für Wirtschaftspublizistik ausgezeichnet. Im März 2004 wurde eine Reportage von ihm über einen Wellness-Selbstversuch mit dem Columbus-Förderpreis der Vereinigung Deutscher Reisejournalisten prämiert. Im Januar 2008 wurde er mit dem Nachwuchspreis des COR-Preises für Designjournalismus ausgezeichnet, im März desselben Jahres wurde ein Artikel von ihm im ZEITmagazin Leben mit dem German Fashion Award des Modeverbandes German Fashion prämiert.
Er arbeitete als Kolumnist der Financial Times Deutschland und ist Redakteur bei der Wochenzeitung Die Zeit. Prüfer verfasst humoristisch-komische Kolumnen über das Alltagsleben der Deutschen. 2010 bekam er für eine Glosse, die in der Financial Times Deutschland erschien, den Glossenaward „Segen“. Außerdem war er Co-Autor der wöchentlichen Comicserie Rezession und Frohsinn in der Financial Times Deutschland sowie Autor der regelmäßigen Kolumne Nein Danke. in der NEON.
Prüfer ist Vater von vier Töchtern (Juli, Greta, Lotta und Luna), über die er im ZEIT-Magazin in Form der Elternkolumne Prüfers Töchter berichtet. Das Satiremagazin Titanic parodiert die Kolumne unter dem Titel Müters Söhne.

## Buchveröffentlichungen
- Rezession und Frohsinn. Ehapa, Stuttgart 2005, ISBN 3-7704-0964-7 (zusammen mit Gábor Zádor)
- Wie man den Alltag überlebt, ohne dabei verrückt zu werden. Herder, Freiburg 2007, ISBN 978-3-451-05833-2.
- (mit Benjamin Prüfer): Mein Bruder: Idol – Rivale – Verbündeter Frankfurt am Main: Scherz 2009, ISBN 978-3-502-15169-2
- Früher war das aus Holz: Warum Eltern immer die schönere Kindheit hatten. Rowohlt, Reinbek b. Hamburg 2012, ISBN 978-3-499-62960-0
- Der heilige Bruno: Die unglaubliche Geschichte meines Urgroßvaters am Kilimandscharo. Rowohlt, Reinbek b. Hamburg 2015, ISBN 978-3-499-63057-6
- Kriegt das Papa, oder kann das weg? Ein Vater und vier Töchter. Kindler, Hamburg 2019, ISBN 978-3-463-40719-7
- Jetzt mach doch endlich mal das Ding aus!. Kindler, Hamburg 2020, ISBN 978-3-463-00006-0
- Vatersein. Warum wir mehr denn je neue Väter brauchen. Kindler, Hamburg 2022, ISBN 978-3-463-00039-8